# 三菱化成黒崎サッカー部
三菱化成黒崎サッカー部（みつびしかせいくろさきサッカーぶ）は、かつて存在した日本のサッカークラブ。三菱化成（現・三菱ケミカル）のサッカー部として1947年に創部し、1995年から三菱化学黒崎フットボールクラブへ改称。2001年からクラブチームとなり、チーム名を「ニューウェーブ北九州」に改めた。日本プロサッカーリーグ（Jリーグ）加盟のギラヴァンツ北九州の前身となったクラブである。

## 概略・歴史

### 三菱化成黒崎サッカー部
1947年に北九州市八幡西区黒崎にあった三菱化成黒崎工場（現：黒崎事業所）のサッカー部として創設。1973年に発足した九州サッカーリーグに創設時より参加し、同年に優勝して九州リーグの初代王者となった。また、全国社会人サッカー選手権大会にも初めて出場した。
九州リーグでは新日鐵大分サッカー部や日本電信電話公社熊本サッカー部、鹿児島サッカー教員団などとしのぎを削り、1981年から1984年までの4連覇を含む合計7回のリーグ制覇を果たした。1981年には全国地域サッカーリーグ決勝大会に初めて出場した。
また、天皇杯全日本サッカー選手権大会には第65回（1985年）に初出場して、合計4度出場したが、日本サッカーリーグ（JSL）勢の壁は厚く、天皇杯で勝利を挙げることは出来なかった。
1990年代初めになると日本各地でJリーグへの参加を表明するクラブが次々と名乗りをあげていった。しかし九州でJリーグ入りを表明したクラブはなく、日本サッカーリーグ（JSL）に唯一参加した古豪の新日鐵八幡サッカー部もJリーグ加盟を断わっている。詳細は八幡製鉄サッカー部を参照のこと。なお、三菱化成黒崎サッカー部は1995年に三菱化学黒崎フットボールクラブへチーム名を変更した。
さらに1990年代後半に入ると九州各県からJリーグ加入を目指す動きが起き始め、それに伴い強化を図るクラブチームが頭角を現した。このため1989年に優勝したのを最後に徐々に成績を落とし優勝から遠ざかっていった。

### ニューウェーブ北九州
2001年、地域密着型のサッカー・スポーツクラブの創設を目標として、北九州市と地元企業などが共同で特定非営利活動法人北九州フットボールクラブ（北九州FC）を創設し、当時九州リーグに所属していた三菱化学黒崎フットボールクラブの運営を北九州FCに移し、チーム名を「ニューウェーブ北九州」に改め、北九州FCのトップチームになった。元々ニューウェーブ北九州という名前は、北九州市長杯争奪北九州招待サッカー大会に出場するため三菱化成黒崎サッカー部と新日鐵八幡サッカー部から選出された北九州市選抜チームに対して付けられていた名前であった。
クラブは「北九州からJリーグチームを」というスローガンを掲げ当初からトップチームのJリーグ参加を目指し、地元資本である井筒屋やゼンリンなどのスポンサードを受けたり、北九州市内に設置されているコカ・コーラの自動販売機の売上の一部が運営費に贈られた。
2005年、サガン鳥栖元監督で北九州市出身の千疋美徳が監督に就任。リーグ戦は6位の成績。
2006年、千疋が監督を続投し、従来からのスポンサーに加え北九州市からの支援も受けた。リーグ戦は3位、全国社会人サッカー選手権大会は準決勝で静岡FCに敗れた。福岡県サッカー選手権大会（兼第86回天皇杯全日本サッカー選手権大会福岡県予選）は東海大五高校に敗れた。
2007年、千疋が監督を退任し（コーチに就任）、後任に前年までFC琉球の監督だった与那城ジョージが就任。選手もJリーグ経験者のFW藤吉信次、GK水原大樹、クラブ史上初のブラジル人選手となるDFドグラスら全選手の半数近くとなる10人（途中、DFタチコが入団）が加入した。リーグ戦は21節時点で第31回全国地域リーグ決勝大会の出場圏内の2位以上を確定させ、さらに22節に勝利して前身時代以来18年ぶりの九州リーグ優勝を決めた。地域決勝大会は得失点差でファジアーノ岡山FCに次ぐ2位。2008年からの日本フットボールリーグ（JFL）昇格が決まった。なお、北九州市を本拠とするチームとしては日本サッカーリーグ2部から九州サッカーリーグに新日鉄八幡サッカー部が降格した1991年以来17年ぶりの全国リーグ所属チームとなった。
2008年2月、Jリーグ準加盟クラブとして承認された。JFLリーグ戦でのホームゲームの入場者数が毎試合1,000人前後で、最も入場者の多かったMIOびわこ草津戦も1,752人で、8月26日のJリーグによる予備審査で経営状況などの面で基準に劣ると判断された。
初出場となった天皇杯全日本サッカー選手権大会（前身の三菱化成黒崎時代を含めると18年ぶり5回目）では、1回戦でホンダロックSCにPK戦で勝利（三菱化成黒崎時代も含めて大会初勝利）、2回戦も三菱重工長崎サッカー部を破ったが、3回戦でベガルタ仙台に敗れた。
2009年、与那城体制3年目。MF関光博、FW長谷川太郎などJリーグ経験者を獲得。前期は、一時は12位まで順位を下げたが8勝4分5敗の勝点28で5位。9月に徳島ヴォルティスから大島康明をレンタルで獲得。後期に入って4位以内を維持し、第16節（11月23日）でアルテ高崎を破り、年間4位以上が確定（最終順位も4位）。入場者数は、開幕戦のジェフリザーブズ戦で9,856人、前期第14節のV・ファーレン長崎戦で8,157人など、後期第15節のFC琉球戦の時点で、Jリーグ加盟基準（平均3,000人）以上の年間入場者数51,000人を突破した。
11月30日のJリーグ臨時理事会で2010年からのJリーグ加盟が承認された。
天皇杯は福岡県代表として本大会に出場したが、1回戦で日本文理大学に敗退した。
2010年よりチーム名称をギラヴァンツ北九州へ改称した。以降の状況はギラヴァンツ北九州を参照のこと。

## 成績

### 三菱化成黒崎サッカー部
| 年度 | 所属 | 順位 | 勝点 | 試合 | 勝 | 分 | 敗 | 得点 | 失点 | 差  | 天皇杯       |
| ---- | ---- | ---- | ---- | ---- | -- | -- | -- | ---- | ---- | --- | ------------ |
| 1973 | 九州 | 優勝 | 9    | 6    | 4  | 1  | 1  | 18   | 7    | +11 | 地区予選敗退 |
| 1974 | 九州 | 6位  | 6    | 7    | 1  | 4  | 2  | 12   | 18   | -6  | 地区予選敗退 |
| 1975 | 九州 | 5位  | 7    | 7    | 3  | 1  | 3  | 12   | 13   | -1  | 地区予選敗退 |
| 1976 | 九州 | 5位  | 7    | 7    | 1  | 5  | 1  | 10   | 9    | -1  | 地区予選敗退 |
| 1977 | 九州 | 3位  | 10   | 7    | 5  | 0  | 2  | 21   | 12   | +9  | 地区予選敗退 |
| 1978 | 九州 | 2位  | 8    | 7    | 3  | 2  | 2  | 16   | 10   | +6  | 地区予選敗退 |
| 1979 | 九州 | 8位  | 2    | 7    | 0  | 2  | 5  | 7    | 15   | -8  | 地区予選敗退 |
| 1980 | 九州 | 3位  | 8    | 7    | 3  | 2  | 2  | 15   | 12   | +3  | 地区予選敗退 |
| 1981 | 九州 | 優勝 | 12   | 7    | 5  | 2  | 0  | 25   | 6    | +19 | 地区予選敗退 |
| 1982 | 九州 | 優勝 | 12   | 9    | 5  | 2  | 2  | 24   | 10   | +14 | 地区予選敗退 |
| 1983 | 九州 | 優勝 | 14   | 9    | 6  | 2  | 1  | 34   | 10   | +24 | 地区予選敗退 |
| 1984 | 九州 | 優勝 | 15   | 9    | 7  | 1  | 1  | 30   | 12   | +18 | 地区予選敗退 |
| 1985 | 九州 | 4位  | 11   | 9    | 5  | 1  | 3  | 32   | 22   | +10 | 1回戦敗退    |
| 1986 | 九州 | 3位  | 11   | 9    | 5  | 1  | 3  | 22   | 14   | +8  | 地区予選敗退 |
| 1987 | 九州 | 優勝 | 14   | 9    | 5  | 4  | 0  | 30   | 10   | +20 | 地区予選敗退 |
| 1988 | 九州 | 3位  | 12   | 9    | 5  | 2  | 2  | 31   | 13   | +18 | 1回戦敗退    |
| 1989 | 九州 | 優勝 | 23   | 9    | 7  | 2  | 0  | 23   | 7    | +16 | 1回戦敗退    |
| 1990 | 九州 | 2位  | 20   | 9    | 6  | 2  | 1  | 30   | 10   | +20 | 1回戦敗退    |
| 1991 | 九州 | 2位  | 48   | 20   | 15 | 3  | 2  | 78   | 24   | +54 | 地区予選敗退 |
| 1992 | 九州 | 3位  | 35   | 18   | 10 | 5  | 3  | 42   | 28   | +14 | 地区予選敗退 |
| 1993 | 九州 | 4位  | 32   | 18   | 9  | 5  | 4  | 47   | 32   | +15 | 地区予選敗退 |
| 1994 | 九州 | 4位  | 31   | 18   | 10 | 1  | 7  | 29   | 30   | -1  | 地区予選敗退 |
| 1995 | 九州 | 8位  | 16   | 18   | 5  | -  | 13 | 18   | 42   | -24 | 地区予選敗退 |
| 1996 | 九州 | 5位  | 21   | 16   | 6  | -  | 10 | 26   | 29   | -3  | 県予選敗退   |
| 1997 | 九州 | 6位  | 24   | 18   | 8  | -  | 10 | 30   | 36   | -6  | 県予選敗退   |
| 1998 | 九州 | 7位  | 23   | 18   | 9  | -  | 9  | 35   | 44   | -9  | 県予選敗退   |
| 1999 | 九州 | 9位  | 15   | 18   | 5  | -  | 13 | 25   | 48   | -23 | 県予選敗退   |
| 2000 | 九州 | 6位  | 26   | 18   | 9  | -  | 9  | 28   | 31   | -3  | 県予選敗退   |

### ニューウェーブ北九州
| 年度 | 所属 | 順位 | 勝点 | チーム数 | 試合 | 勝 | 分 | 敗 | 得 | 失 | 差   | 天皇杯     | 監督           |
| ---- | ---- | ---- | ---- | -------- | ---- | -- | -- | -- | -- | -- | ---- | ---------- | -------------- |
| 2001 | 九州 | 8位  | 15   | 10       | 18   | 5  | -  | 13 | 25 | 46 | -21  | 県予選敗退 | 折出成生       |
| 2002 | 九州 | 7位  | 18   | 10       | 18   | 5  | -  | 13 | 24 | 39 | -15  | 県予選敗退 | 折出成生       |
| 2003 | 九州 | 4位  | 42   | 12       | 22   | 13 | -  | 9  | 65 | 46 | +19  | 県予選敗退 | 小野重徳       |
| 2004 | 九州 | 6位  | 28   | 10       | 18   | 9  | -  | 9  | 41 | 39 | +2   | 県予選敗退 | 小野重徳       |
| 2005 | 九州 | 6位  | 33   | 10       | 18   | 10 | -  | 8  | 51 | 30 | +21  | 県予選敗退 | 千疋美徳       |
| 2006 | 九州 | 3位  | 36   | 9        | 16   | 12 | -  | 4  | 45 | 23 | +22  | 県予選敗退 | 千疋美徳       |
| 2007 | 九州 | 優勝 | 54   | 11       | 20   | 18 | -  | 2  | 59 | 8  | +51  | 県予選敗退 | 与那城ジョージ |
| 2008 | JFL  | 10位 | 49   | 18       | 34   | 13 | 10 | 11 | 49 | 48 | +1   | 3回戦敗退  | 与那城ジョージ |
| 2009 | JFL  | 4位  | 58   | 18       | 34   | 16 | 10 | 8  | 49 | 31 | ＋18 | 1回戦敗退  | 与那城ジョージ |

## タイトル

### クラブ
- 九州サッカーリーグ
  - 優勝（8回）：1973年、1981年、1982年、1983年、1984年、1987年、1989年、2007年
- 全国地域サッカーリーグ決勝大会
  - 準優勝（1回）：2007年
- 福岡県サッカー選手権大会（兼天皇杯全日本サッカー選手権大会福岡県予選）
  - 優勝（2回）：第12回（2008年）、第13回（2009年）

### 個人
- 日本フットボールリーグ
  - ベストイレブン
    - 2009年 : 水原大樹、佐野裕哉

## スタジアム

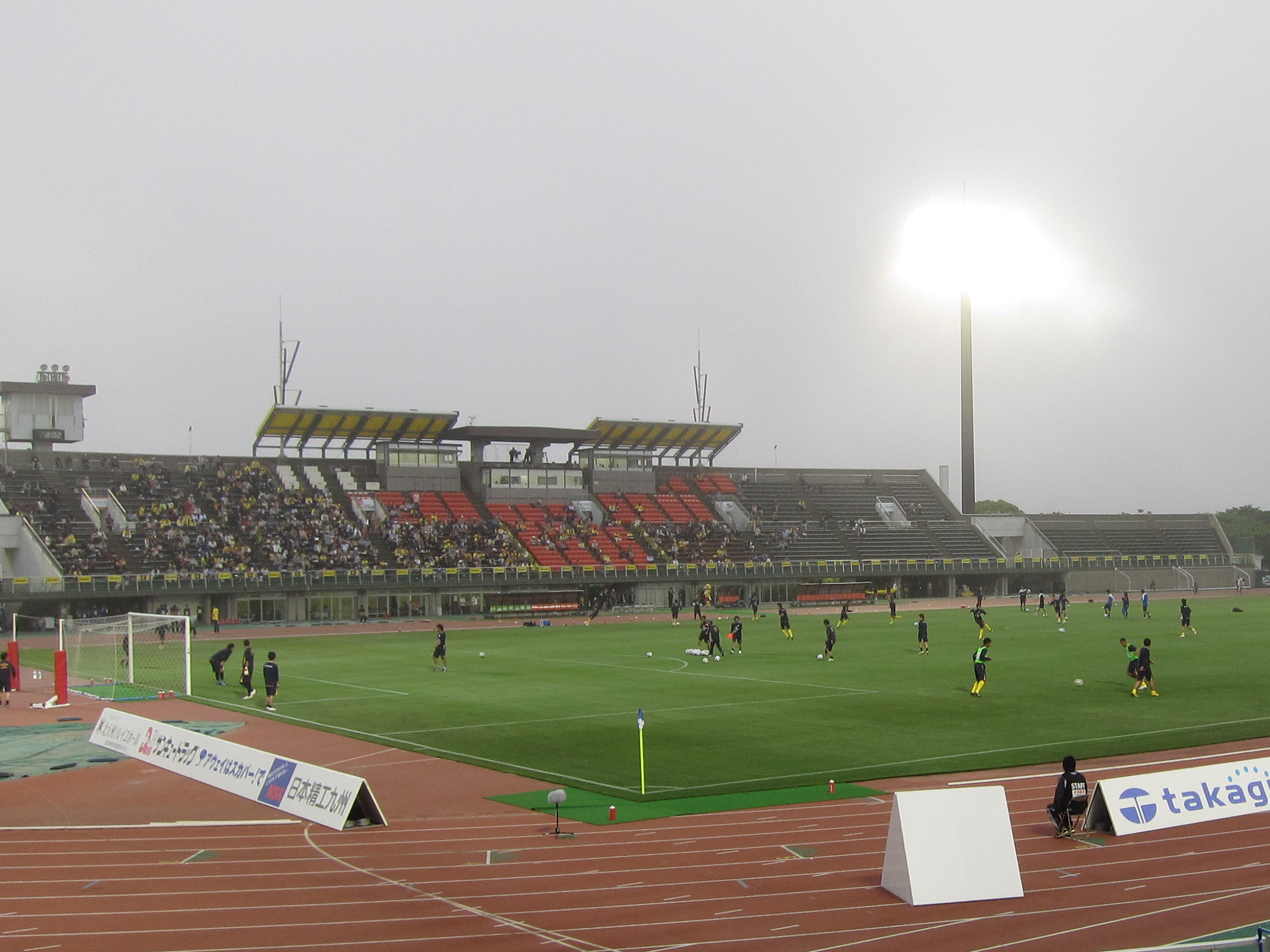
本城陸上競技場

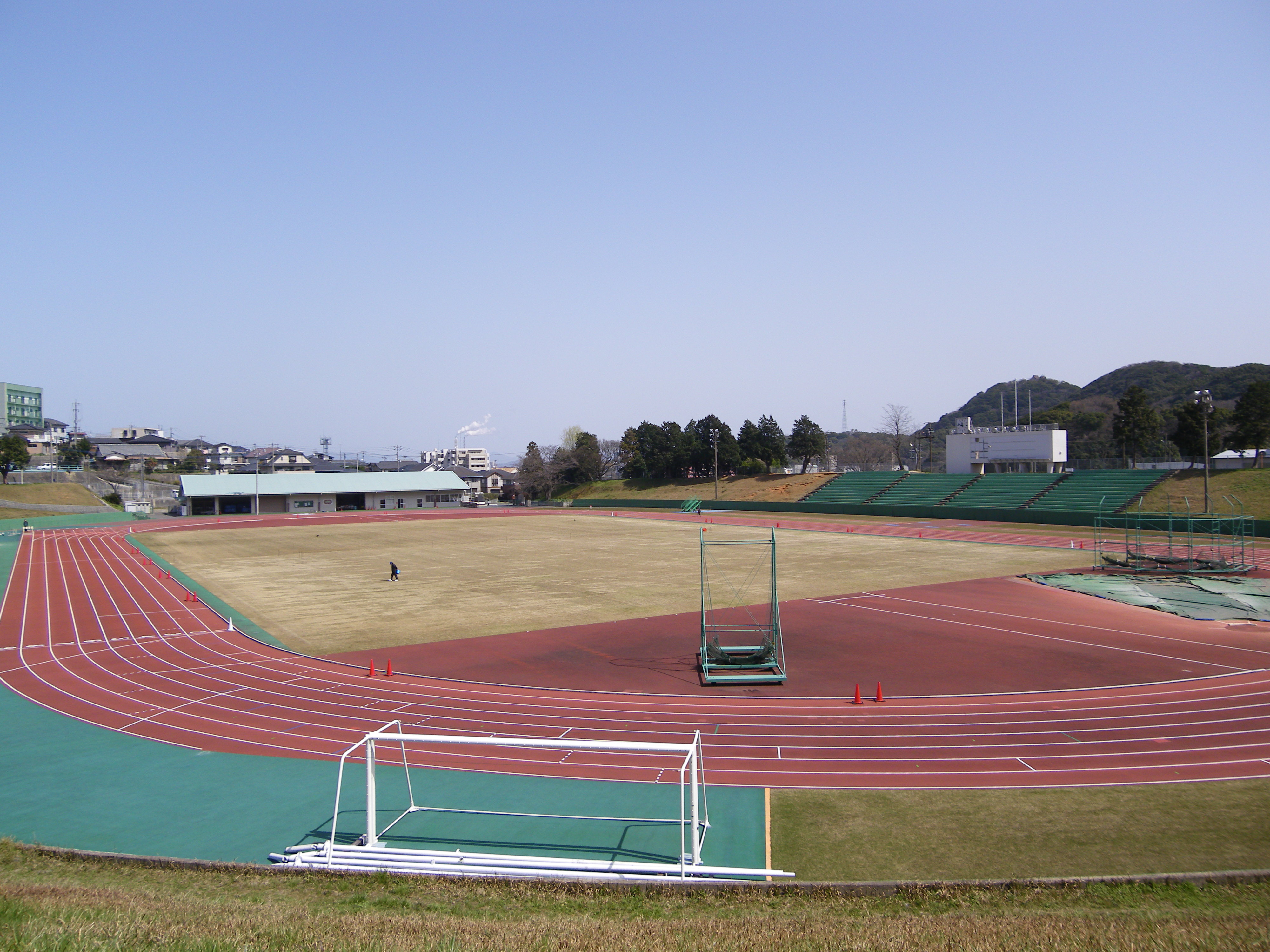
鞘ヶ谷陸上競技場

ホームスタジアムは八幡西区の北九州市立本城陸上競技場で、2008年までは戸畑区の北九州市立鞘ヶ谷陸上競技場も併用していた。これらのグラウンドは新日鉄八幡サッカー部のホームグラウンドとして全国リーグ（日本サッカーリーグ）において使用された実績があった。鞘ヶ谷は元々八幡製鐵所の所有であったが、後に北九州市営となった。

## 年度別入場者数
- 本城：北九州市立本城陸上競技場、鞘ヶ谷：北九州市立鞘ヶ谷陸上競技場
- 入場者数の太字は歴代最多。

| 年度 | 所属 | 合計 入場者数 |          | 最多入場者数 | 最多入場者数 | 最多入場者数 |       | 最少入場者数 | 最少入場者数 | 最少入場者数 |        | 平均 入場者数 | 試合数 | ホームゲーム 開催スタジアム |
| 年度 | 所属 | 合計 入場者数 | 入場者数 | 相手         | 会場         | 入場者数     | 相手  | 会場         |              |              |        | 平均 入場者数 | 試合数 | ホームゲーム 開催スタジアム |
| ---- | ---- | ------------- | -------- | ------------ | ------------ | ------------ | ----- | ------------ | ------------ | ------------ | ------ | ------------- | ------ | --------------------------- |
| 2008 | JFL  | 19,539        |          | 1,752        | MIO          | 本城         |       | 725          | FC刈谷       | 本城         |        | 1,150         | 17     | 本城13、鞘ヶ谷4             |
| 2009 | JFL  | 57,947        | 9,856    | ジェフR      | 1,411        | 本城         | A高崎 | 3,409        | 17           | 本城         | 本城17 |               |        |                             |

## チーム名変遷
- 1947年 - 1994年：三菱化成黒崎サッカー部
- 1995年 - 2000年：三菱化学黒崎フットボールクラブ
- 2001年 - 2009年：ニューウェーブ北九州

## ユニフォーム

### クラブカラー
- イエロー

### ユニフォームサプライヤー
- 2001年 - 2006年　ミズノ
- 2007年 - アンブロ

### 歴代ユニフォームスポンサー年表
| 年度 | 胸                        | 背中           | 袖                                          | パンツ       | サプライヤー |
| 2006 | IZUTSUYA                  | ZENRIN         | メディカルネットワークサービス ケイスタイル | タカギ       | Mizuno       |
| 2007 | IZUTSUYA                  | ZENRIN         | 日専連ベネフル                              | 第一交通産業 | UMBRO        |
| 2008 | WORLD INTEC               | 日専連ベネフル | ZENRIN                                      | 第一交通産業 | UMBRO        |
| 2009 | WORLD INTEC /TEAM KITAKYU | ナフコ         | ZENRIN                                      | 第一交通産業 | UMBRO        |

- 2009年の「TEAM KITAKYU」はTOTO・安川電機・八幡製鐵所の3社合同スポンサー

## 背番号の変遷

### 2001年 - 2007年
| No. | 2001       | 2001       | 2002       | 2002       | 2003       | 2003       | 2004       | 2005       | 2006       | 2007       |       |
| 1   | 西岡克浩   | 西岡克浩   | 西岡克浩   | 西岡克浩   | 西岡克浩   | 西岡克浩   | 西岡克浩   | 西岡克浩   | -----      | 水原大樹   |       |
| 2   | 谷川裕一   | 谷川裕一   | 谷川裕一   | 谷川裕一   | 荒木晋平   | 荒木晋平   | 荒木晋平   | 野中裕介   | 森脇剛     | タチコ     |       |
| 3   | 梅木久夫   | 梅木久夫   | 梅木久夫   | 梅木久夫   | 久末智     | 久末智     | 久末智     | 松下和樹   | -----      | 加藤雅裕   |       |
| 4   | 宮崎光弘   | 宮崎光弘   | 宮崎光弘   | 宮崎光弘   | 宮崎光弘   | 宮崎光弘   | 宮崎光弘   | 上農大介   | 上農大介   | ドグラス   |       |
| 5   | 平尾直幸   | 平尾直幸   | 平子整     | 平子整     | 平子整     | 平子整     | 前田隆     | -----      | 桑原裕義   | 桑原裕義   |       |
| 6   | 大串秀一郎 | 大串秀一郎 | 大串秀一郎 | 大串秀一郎 | 大串秀一郎 | 大串秀一郎 | -----      | 森脇剛     | 水越潤     | 水越潤     |       |
| 7   | 久末智     | 久末智     | 久末智     | 久末智     | 大塚隆二   | 大塚隆二   | 大塚隆二   | 大塚隆二   | -----      | -----      |       |
| 8   | 野元雄二   | 野元雄二   | 山本大志   | 山本大志   | 波野成宣   | 波野成宣   | 日高智樹   | 日高智樹   | 日高智樹   | 日高智樹   |       |
| 9   | 萩原勝義   | 萩原勝義   | 萩原勝義   | 萩原勝義   | 植木亨     | 植木亨     | 植木亨     | 植木亨     | 半田隼也   | 藤吉信次   |       |
| 10  | 岡田大作   | 岡田大作   | 岡田大作   | 岡田大作   | 岡田大作   | 岡田大作   | 波野成宣   | 井手田文和 | 森本惟人   | 森本惟人   |       |
| 11  | 石田裕之   | 石田裕之   | 星原慎也   | 星原慎也   | 井手田文和 | 井手田文和 | 井手田文和 | -----      | 宮川大輔   | 宮川大輔   |       |
| 12  | 山本大志   | 山本大志   | 古本洋一   | 古本洋一   | 日高智樹   | 日高智樹   | サポーター | サポーター | サポーター | サポーター |       |
| 13  | 石川善啓   | 石川善啓   | 大和信行   | 大和信行   | 盛田賢哉   | 盛田賢哉   | -----      | 山本洋平   | 山本洋平   | 河村旬記   |       |
| 14  | 久保昭博   | 久保昭博   | 久保昭博   | 武田勇樹   | 萩原勝義   | 萩原勝義   | 久保篤史   | 山崎理人   | 山田浩稔   | 山田浩稔   |       |
| 15  | 平子整     | 平子整     | 波野成宣   | 波野成宣   | 山本洋平   | 山本洋平   | 井上幸次郎 | -----      | 手嶋俊介   | 永野諒     |       |
| 16  | 大和信行   | 大和信行   | 原旭       | 原旭       | 山本大志   | 山本大志   | 松下和樹   | 手嶋俊介   | 野本安啓   | 松井雄平   |       |
| 17  | 武田勇樹   | 武田勇樹   | 野元雄二   | 野元雄二   | 武田勇樹   | 武田勇樹   | 藤木慎介   | 森本惟人   | -----      | 南祐介     |       |
| 18  | 野崎順一   | 野崎順一   | 荒木晋平   | 荒木晋平   | 星原慎也   | 星原慎也   | 上農大介   | 代財剛也   | 小野信義   | 小野信義   |       |
| 19  | 古本洋一   | 古本洋一   | 西田憲司   | 西田憲司   | 大和信行   | 大和信行   | 広松賢     | -----      | 古賀宗樹   | 古賀宗樹   |       |
| 20  | -----      | -----      | 奈良将之   | 奈良将之   | 古本洋一   | 古本洋一   | 星原慎也   | 星原慎也   | 吉野慎治   | 吉野慎治   |       |
| 21  | 藤原正大   | 藤原正大   | 藤原正大   | 藤原正大   | 藤原正大   | 藤原正大   | 藤原正大   | 栗田幸輔   | -----      | 村口良平   |       |
| 22  | -----      | -----      | 大木剛     | 大木剛     | 荒巻貴光   | 荒巻貴光   | 山本洋平   | 中原丈聖   | 市村瞬     | 市村瞬     |       |
| 23  | 出口太一   | 大塚雄太   | 藤原拓也   | 藤原拓也   | 前田隆     | 石山博登   | 清永研治   | 川添大輔   | -----      | 萬徳隆司   |       |
| 24  | 星原慎也   | 星原慎也   | 深見大樹   | 深見大樹   | 谷川裕一   | 谷川裕一   | 福山宙     | 福山宙     | 森田真司   | 森田真司   |       |
| 25  | 中野隆治   | 中野隆治   | 西大輔     | 西大輔     | 野原信彦   | 野原信彦   | -----      | 岩本康輔   | 大場政志   | 大場政志   |       |
| 26  | -----      | -----      | 植木亨     | 植木亨     | 吉元恒太   | 吉元恒太   | 吉元恒太   | 吉元恒太   | 長嶺立樹   | 中嶋雄大   |       |
| 27  | -----      | -----      | 大塚隆二   | 大塚隆二   | 山野孝太郎 | 山野孝太郎 | 森脇剛     | 橋口翔     | 久保田学   | 楠亮平     |       |
| 28  | -----      | -----      | 山本洋平   | 山本洋平   | 久保篤史   | 久保篤史   | 古賀宗樹   | -----      | -----      | -----      |       |
| 29  | -----      | -----      | -----      | -----      | 甘水槙一   | 甘水槙一   | 近藤宏之   | 池元友樹   | 池元友樹   | -----      |       |
| 30  | -----      | -----      | -----      | -----      | 井上幸次郎 | 井上幸次郎 | -----      | 山中良二   | 山中良二   | -----      | ----- |
| 31  | -----      | -----      | -----      | -----      | -----      | -----      | 栗田幸輔   | 永冨裕尚   | 船津佑也   | 船津佑也   |       |

## 過去に在籍した選手
- Category:ニューウェーブ北九州の選手